# Louis Jérôme Reiche
Louis Jérôme Reiche (20. prosince 1799 Gorinchem, Nizozemsko – 16. května 1890 Neuilly-sur-Seine, Francie) byl francouzský obchodník, řemeslník a entomolog (koleopterolog) nizozemského původu.

## Životopis
Narodil se v nizozemském Gorinchemu. Zpočátku působil jako lékař.
Během svého života hodně cestoval po Evropě a sesbíral velkou sbírku hmyzu, převážně brouků (Coleoptera). Napsal asi 65 vědeckých článků s entomologickou tematikou, kde se zabýval hlavně systematikou a biologií brouků. Práce vycházely převážně v časopisech, které vydávala Francouzská entomologická společnost. Patřil k zakladatelům a významným členům Francouzské entomologické společnosti (Société entomologique de France). Celkově byl během svého života šestkrát prezidentem této společnosti (v letech 1847, 1851, 1856, 1863, 1877, 1882), což se po něm nepodařilo žádnému jinému francouzskému entomologovi. Patřil k obchodníkům a výrobcům v Paříži, ale během prusko-francouzské války v roce 1870 utrpěl značné ekonomické ztráty a byl nucen prodat svou sbírku i entomologickou knihovnu.
Zemřel v roce 1890 v Neuilly-sur-Seine ve Francii.